# Лудзенський район
56°33′00″ пн. ш. 27°43′00″ сх. д. / 56.55° пн. ш. 27.716666666667° сх. д.
Лудзенський район (латис. Ludzas rajons) розташований за 248 км на схід від міста Рига. Район межує з Балвським, Резекненським, Краславським районами Латвії і Росією.  
Адміністративний центр району — місто Лудза.  
Площа району — 2 421 500 га.
| Латвія | Це незавершена стаття з географії Латвії. Ви можете допомогти проєкту, виправивши або дописавши її. |